# Таебла (волость)
Та́ебла (ест. Taebla vald) — колишня волость в Естонії у складі повіту Ляенемаа.

## Географічні дані
Площа волості — 141 км2, чисельність населення на 1 січня 2013 року становила 2334 особи.

## Населені пункти
Адміністративний центр — селище Таебла.
До складу волості входили:
2 селища:
Палівере (Palivere alevik), Таебла (Taebla alevik);
та 15 сіл (ест. küla):
Аллікмаа (Allikmaa), Винткюла (Võntküla), Відрука (Vidruka), Вяенла (Väänla), Кадарпіку (Kadarpiku), Кедре (Kedre), Кірімяе (Kirimäe), Коела (Koela), Леедікюла (Leediküla), Луйґу (Luigu), Нігка (Nihka), Ніґула (Nigula), Пяллі (Pälli), Таґавере (Tagavere), Турвалепа (Turvalepa).

## Історія
27 жовтня 2013 року волость Таебла була об'єднана з волостями Ору та Рісті, утворивши новий сільський муніципалітет — волость Ляене-Ніґула.